# پرینس موتورز
پرینس موتورز (انگلیسی: Prince Motors) شرکت خودروسازی ژاپنی است، که در سال ۱۹۴۷ توسط شیجیرو ایشیباشی تأسیس شد و در سال ۱۹۶۶ توسط شرکت نیسان خریداری گردید.